# 宮崎サファリパーク
宮崎サファリパーク（みやざきサファリパーク）は、かつて宮崎県佐土原町（現宮崎市）に存在した動物園である。

## 概要
- 1975年（昭和50年）11月1日にオープン。経営母体は、東急グループであり、100万平方メートルの面積を持つ日本初のサファリパークであった。1986年（昭和61年）11月に閉鎖された。現在はゴルフ場（ハイビスカスゴルフクラブ）となっている。かつて宮崎の民放テレビにも、スポットCMを出していた。